# Mănăstirea din Valea Godinovei
Mănăstirea din Valea Godinovei (sau Mănăstirea Vasiova) este un lăcaș de cult ortodox din România, situat actualmente în localitatea Bocșa (județul Caraș-Severin). Mănăstirea a fost construită în 1907 pe teritoriul comunei Vasiova, în imediata vecinătate a unui izvor considerat făcător de minuni, care exista cel târziu de la mijlocul secolului precedent și atrăgea creștini din regiune.

## Istoric
La originea construirii mănăstirii se află un izvor, care a fost săpat pe la mijlocul secolului al XIX-lea, în Valea Godinovei, la acel moment aparținătoare de comuna Vasiova. În ultimele decenii ale secolului, izvorul era cunoscut sub numele de Topolovețiu și a dobândit faima vindecării bolilor de ochi, astfel că a  început să atragă bolnavi, dintre care mulți s-ar fi vindecat.
Izvorul fusese zidit cu piatră în 1850, de familia ocnarului Dumitru Perian. La 1862 a fost renovat cu boltă, de către Perian și fiul său, Alexa Perian. O altă renovare, făcută de Alexa Perian a urmat în 1892, când bolta se stricase. În 1894 tot el a zidit capela izvorului, din cărămidă arsă, care a fost decorată cu icoane dăruite de credincioși. De sărbătorile Sfântul Ilie (20 iulie) și Schimbarea la Față (6 august), preoții din parohiile înconjurătoare organizau slujbe în aer liber pentru pelerinii veniți să vadă izvorul. Conform estimări părintelui Petru Ieremia din 1904, în acel an veniseră de praznicul Sf. Ilie 3.000 de oameni.
La 1894 a fost instalată de către Perian o cutie de donații lângă izvor, pentru construirea unei mănăstiri, dar persoana care a împins înainte inițiativa a fost Nicolae Drăgălina, un credincios înstărit din Reșița. La 14 aprilie 1897 el a înaintat un memoriu către episcopul diecezan, în care informa ierarhia bisericească asupra dezideratului oamenilor ca o mănăstire să fie întemeiată, memoriu care a primit agrementul instituției. A cerut de asemenea Adunării urbarialiștilor din comuna Vasiova să doneze 2 iugăre  de pământ pe izlazul comunei.

Pământul pe care se afla izvorul aparținea societății Österreichisch-ungarische Staatseisenbahngesellschaft. Nicolae Drăgălina a sugerat sinodului eparhial să nu fie cerută cedarea terenului, ci să fie propus un schimb de terenuri cu o suprafață mai mare din izlazul comunei Vasiova. În raportul din noiembrie 1897 către consistoriul diecezan, protopopul Maxim Popovici se pronunța pentru construirea mănăstirii vis-a-vis de izvor, pe teritoriul comunei Vasiova, și nu pe terenul situat mai sus de izvor. Persista însă problema ca izvorul să rămână pe teritoriul unei societăți private. Consistoriul diecezan i-a acceptat propunerea, punându-i în vedere necesitatea clarificării situației terenului înainte de a se întreprinde măsuri pentru strângerea de fonduri; organul bisericesc susținea de asemenea schimbul de terenuri, și atrăgea atenția să nu se facă publicitate proprietăților minerale ale apei, care ar fi putut determina proprietarul să exploateze în scop propriu izvorul. În 1898, direcțiunea generală a societății a răspuns negativ cererii de cedare prin vânzare sau schimb, propunând în schimb arendarea suprafeței.
În același an, Nicolae Drăgălina a cumpărat un iugăr de pământ vis-a-vis de izvor, în credința că „izvorul tot va fi odată al nostru”. A întreprins măsuri ca să cedeze terenul diecezei, și împreună cu Mitru Oancea a zidit o cruce de marmură în fața izvorului, care se găsește actualmente în fața bisericii. În 1899, Alexa Perian a revendicat proprietatea izvorului, pe baza argumentului că familia sa îngrijise izvorul timp de 60 de ani, fără a fi oprită de societatea de cale ferată, fiind sfătuit de autoritățile din Ocna de fier să acționeze în instanță Drăgălina a făcut în continuare eforturi pentru construcția mănăstirii, cedând o livadă și intenționând construcția unei case de rugăciune, cu trei camere.
Nicolae Drăgălina a murit în primăvara anului 1902, neglijând să cedeze și formal pământul din fața izvorului. Adăugându-se circumstanța că cele două iugăre de pământ nu au mai fost predate de către comuna Vasiova, planul construcției mănăstirii părea în dificultate. Însă ea a fost împinsă înainte de călugărul Macarie Gușcă, cantor la Mănăstirea Călugăra, care îl cunoscuse pe Drăgălina. În 1903, călugărul a fost detașat de episcop la fața locului. La început, a stăruit pe lângă fiicele lui Nicolae Drăgălina ca să îndeplinească dorințele testamentare ale tătălui lor, iar acestea au încheiat actul de cedare a pământului.

## Istoriografie
Preotul Marcu Bănescu a folosit la scrierea monografiei Începuturile Mânăstirii din Valea Godinovei și viața ctitorului ei, Protos. Macarie Gușcă hârtiile lăsate în urmă de Macarie Gușcă, informațiile pe care acesta i le transmisese și documentele din arhiva eparhială.